# Боровой (Чебулинский район)
Борово́й — посёлок в Чебулинском районе Кемеровской области. Входит в состав Усманского сельского поселения.

## География
Центральная часть населённого пункта расположена на высоте 206 м над уровнем моря.

## Население
| 2010 |
| ---- |
| 98   |

### Половой состав
По данным Всероссийской переписи населения 2010 года, в посёлке Боровой проживало 98 человек (52 мужчины, 46 женщин).